# Вигоряння люмінофору
Вигоря́ння люмінофо́ру — незворотне пошкодження люмінофору на екрані дисплея з ЕПТ або плазмової панелі. Відбувається через перегрів ділянки люмінофорного покриття з подальшим його випаровуванням і зазвичай пов'язане з довготривалим проєктуванням статичного зображення (наприклад, статичного тексту або елементів комп'ютерної стільниці).
Щоб запобігти вигорянню люмінофора, радять використовувати програму-скринсейвер або просто вимикати дисплей, коли ним не користуються.

## Схожі ефекти
Плазмові панелі, крім вигоряння, також схильні до післясвічення: якщо група пікселів довгий час світиться яскравим кольором, у них може накопичитися електричний заряд і пікселі продовжують деякий час світитись навіть після змінення проєктованого зображення. Однак, на відміну від вигоряння, післясвічення — ефект тимчасовий; виправляється увімкненням скринсейвера.
Ефект, схожий на вигоряння зображення, іноді можна помітити й на рідкокристалічних моніторах, однак він зазвичай тимчасовий і проходить після вимкнення живлення.

## Приклади випалених екранів

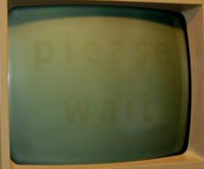
Випалений текст «please wait» видно навіть на вимкненому моніторі
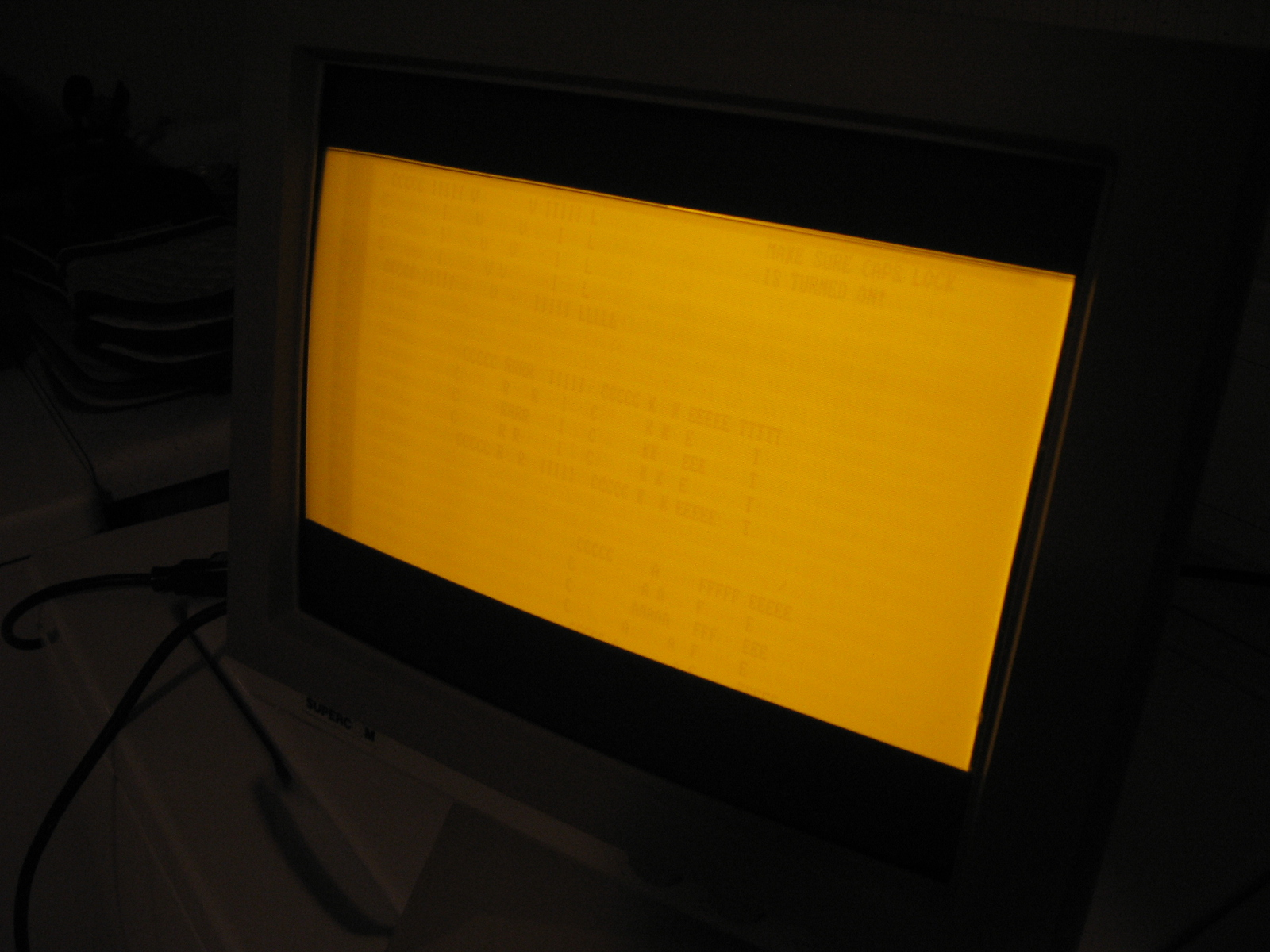
Старий випалений монітор з ЕПТ
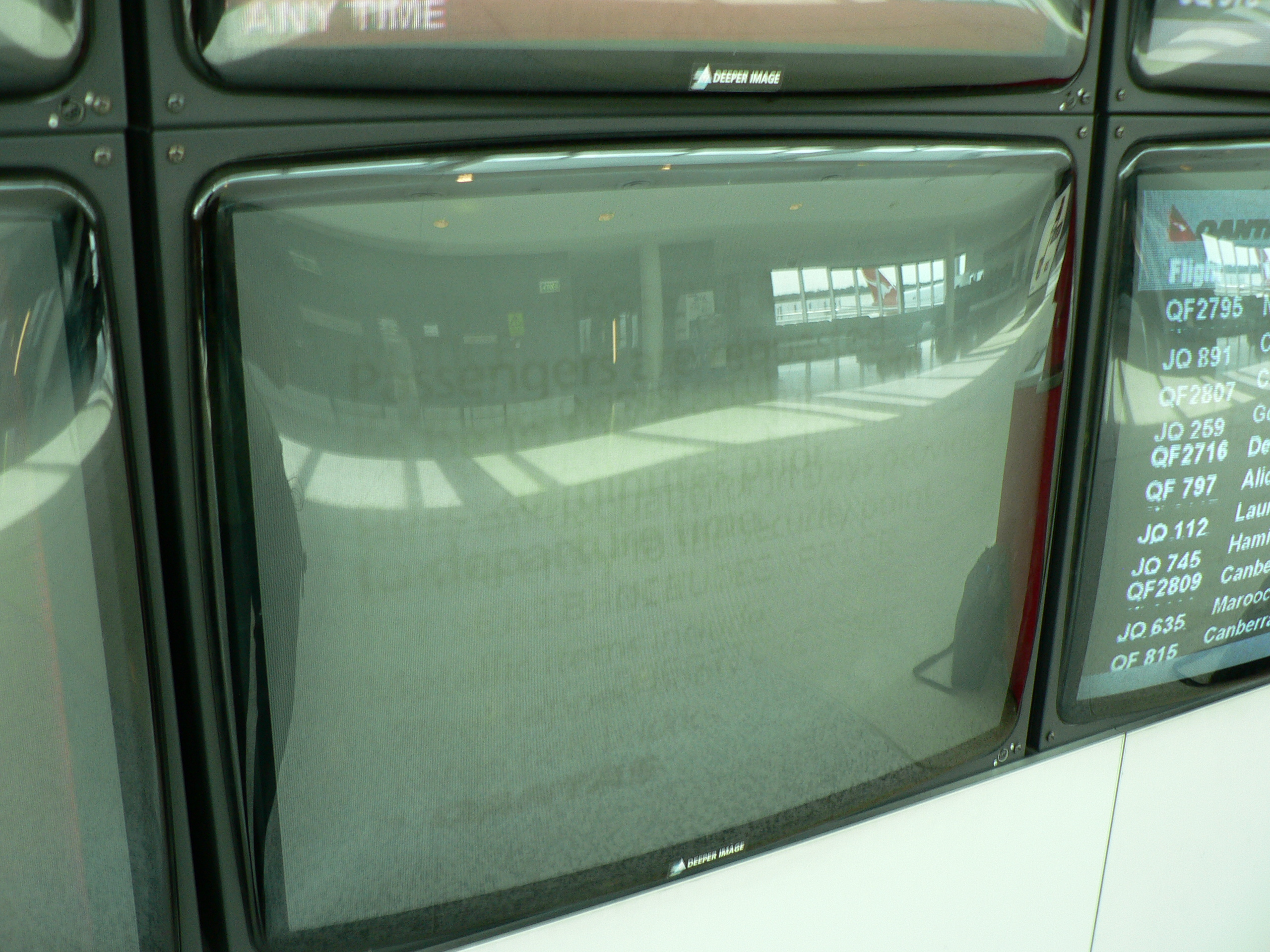
Випалений люмінофор кінескопа. Аеропорт Мельбурн.
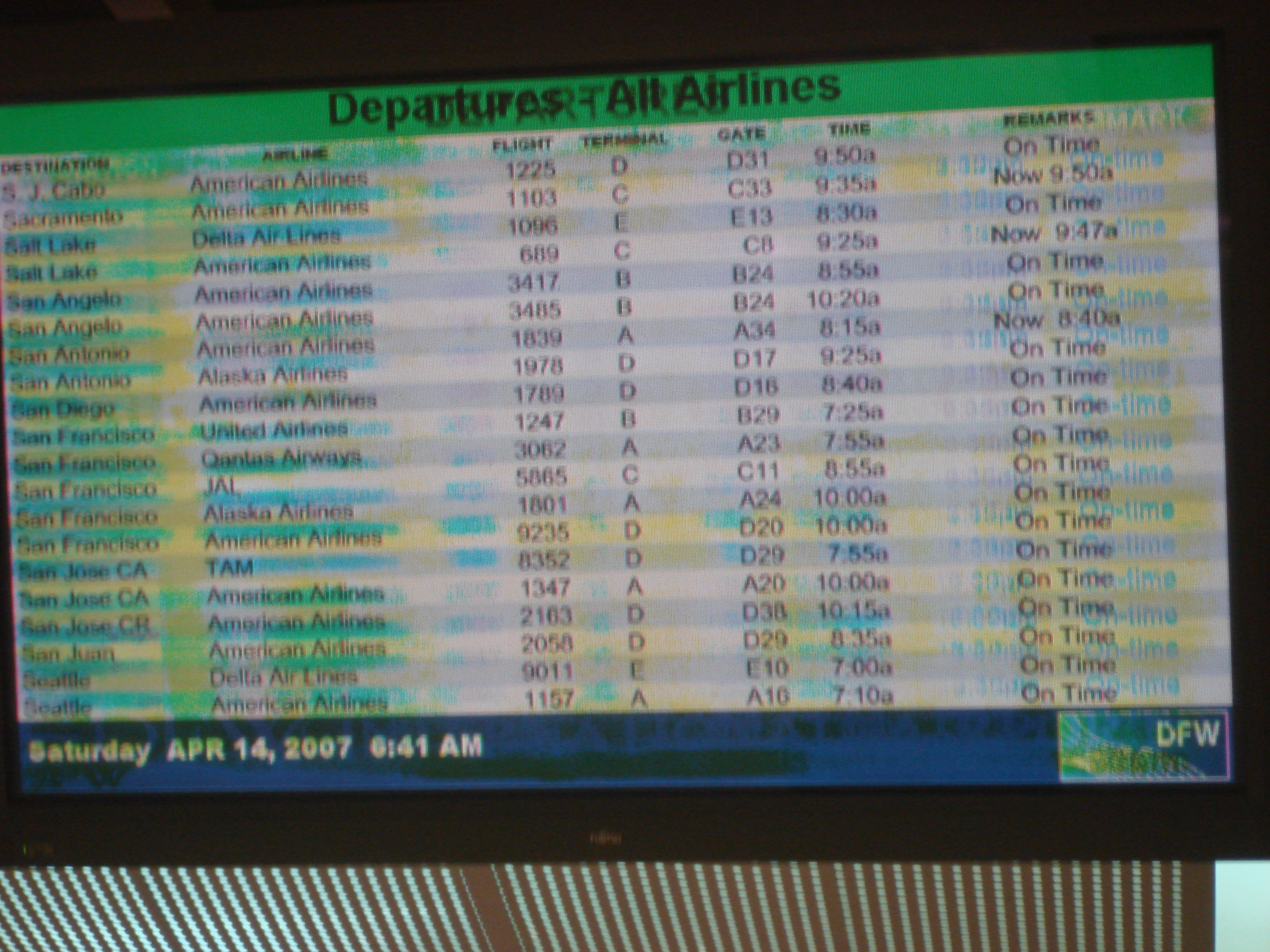
Випалена плазмова панель в аеропорту Далласа